# 福田健吾
福田 健吾（ふくだ けんご、男性、1968年7月22日 - ）は、日本のプロボクサーおよびプロボクシング・トレーナー経験者、俳優。愛媛県松山市出身。

## 略歴
幼い頃から喧嘩で無類の強さ誇り、実兄の影響でボクシング大好き少年で中学3年夏休みから本格的に練習開始。新田高時代に13勝13KO1敗のアマ戦績を残し、同郷の三迫仁志会長にスカウトされて上京。
関東一高に転校し三迫ボクシングジムに入門。1985年11月に17歳でプロデビュー。デビュー6戦連続KO勝利と順調なスタートを切る。世界王者への期待が高まり、一方で甘いマスクも相俟って試合会場に女性ファンが殺到した。
「アイドルボクサー」としての人気から、映画「ウェルター」の主演やガッツ石松が主演兼監督「カンバック」に出演など芸能活動にも進出。人気絶頂の歌手小泉今日子と雑誌の表紙を飾ったこともあった。ウェルターはプロボクサーの初主演で異例となる30万人の動員となった。
だが、ボクシングへの専念がままならなくなり、日本フェザー級王座に2度、東洋太平洋同級王座に1度のタイトル挑戦の機会に恵まれたが無冠に終わった。
結局1995年に現役を引退。
プロ戦績31戦21勝14KO6敗4分け（最高位は1992年秋ごろのWBA世界フェザー級12位）。
引退後は実業家に転身。
2003年から2008年まで三迫ジムのトレーナーを務めた。

## 主な戦績
- 1985年11月28日、デビュー戦をスーパーバンタム級で迎え4RKOで飾る。その後6連勝。
- 1986年9月25日、東日本新人王トーナメントで後に全日本新人王決定戦まで制す金子ボクシングジムのホープ荻原昇に敗れ連勝ストップ。その後3連勝の後米国遠征し2連勝で帰国する。ロサンゼルスではヘナロ・エルナンデスと数回スパーリングを経験
- 1989年6月17日、帰国後5連勝でダイナミックグローブで日本フェザー級王者淺川誠二に挑戦。1Rにダウンを奪うも2RにKO負けし戴冠ならず。
- 1989年8月14日、ダイヤモンドグローブ、OPBFフェザー級王者朴賛睦（韓国）に挑戦も分の悪い引分でタイトル奪取ならず。
- 1990年3月12日、1戦1勝の後再度淺川にチャンピオンカーニバルで再挑戦。3RKOで敗れタイトルに届かず。
- 1990年9月10日、1戦1勝の後A級ボクサー賞金トーナメント準決勝で松本弘司に敗れ4敗目を喫した。
- 1995年6月28日、全日本ライト級新人王の小野淳一に判定負け。11月30日故郷愛媛で新井久雄に引き分け、結果的にラストファイトとなった。引退から6年後にプロボクシング界復帰。